# Колесніки (Монастирщинський район)
Колесніки (рос. Колесники) — село в Монастирщинському районі Смоленської області Росії. Входить до складу Татарського сільського поселення.
Населення — 6 осіб (2007).

## Розташування
Розташоване в західній частині області на березі річки Фроловка за 16 км на південний захід від районного центру, смт Монастирщина, за 50 км на південь від залізничної станції Гусіно.

## Історія
Станом на 1885 рік у колишньому власницькому селі Новомихайловської волості Краснинського повіту Смоленської губернії мешкало 179 осіб, налічувалось 25 дворових господарств, існувала православна церква.
У роки Німецько-радянської війни село окуповано гітлерівськими військами у липні 1941 року, звільнено у вересні 1943 року.